# 1762
1762 (MDCCLXII) je bilo navadno leto, ki se je po gregorijanskem koledarju začelo na petek, po 11 dni počasnejšem julijanskem koledarju pa na torek.

## Dogodki
- 9. julij - Katarina II. Velika postane ruska carica

## Rojstva
- 19. maj - Johann Gottlieb Fichte, nemški filozof († 1814)
- 1. november - Spencer Perceval, britanski predsednik vlade († 1812)

## Smrti
- 20. februar - Tobias Mayer, nemški astronom, matematik, kartograf, fizik (* 1723)
- 26. maj - Alexander Gottlieb Baumgarten, nemški filozof (* 1714)
- 13. julij - James Bradley, angleški astronom (* 1693)
- 20. avgust - Shah Waliullah, indijski islamski teolog in sufi (* 1703)
- 4. oktober - Ando Šoeki, japonski filozof in družbeni reformator (* 1703)